# بنت پدرسن
بنت پدرسن (انگلیسی: Bent Pedersen؛ زادهٔ ۲۴ ژوئیهٔ ۱۹۴۵) دوچرخه‌سوار اهل دانمارک است.